# Chemnitzer Weihnachtsmarkt

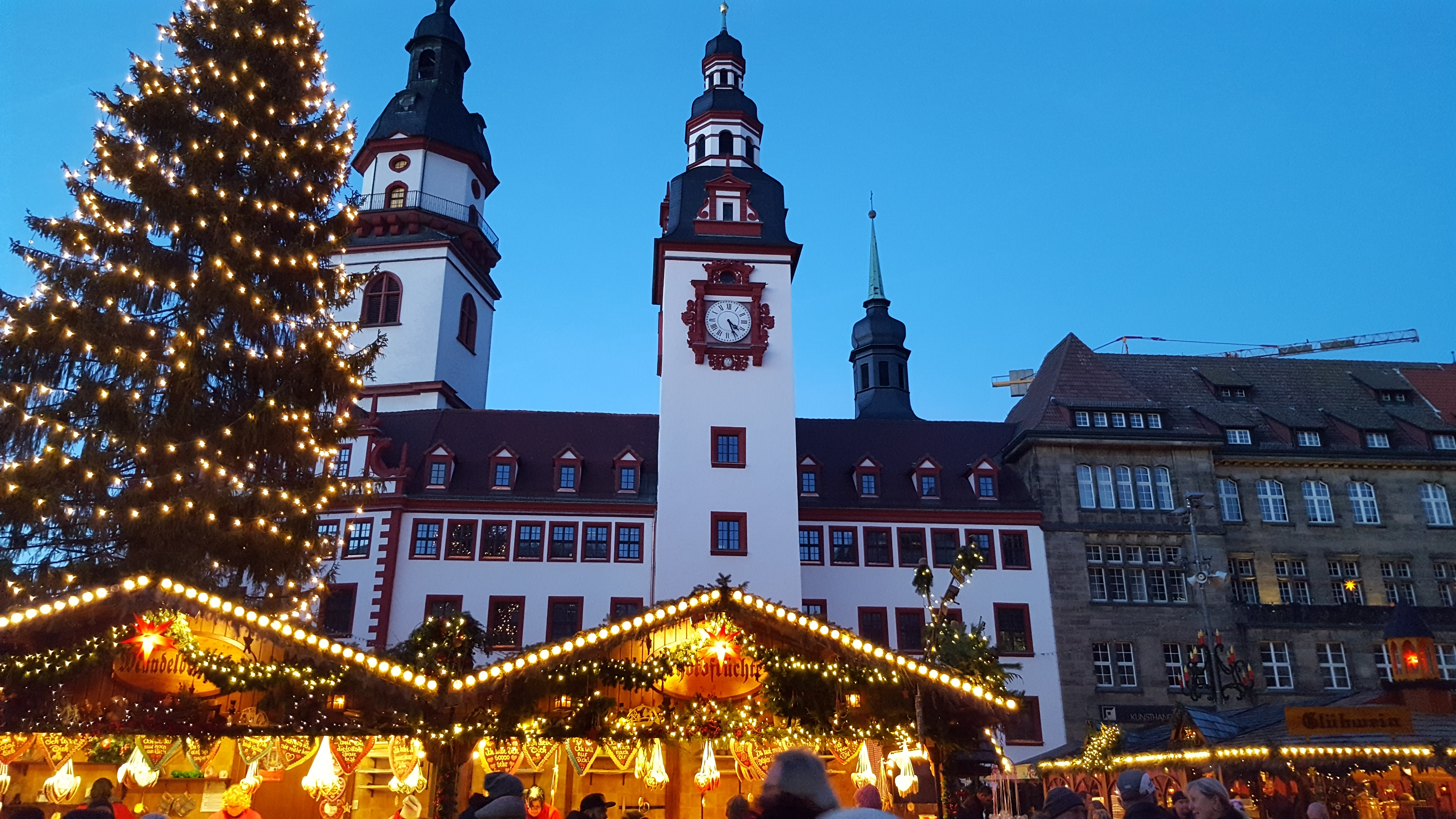
Chemnitzer Weihnachtsmarkt 2016 mit Blick auf das Alte Rathaus.

Der Chemnitzer Weihnachtsmarkt findet jährlich in der Adventszeit rund um das historische Rathaus statt und gehört mit etwa 200 Ständen und Buden zu den größten Weihnachtsmärkten in Deutschland. Prägend ist das erzgebirgische Weihnachtsambiente mit einer fünfstöckigen Weihnachtspyramide, den lebensgroßen Bergmann- und Engel-Figuren, Nussknacker, Schwibbogen und Räuchermann sowie dem Verkauf von traditionell erzgebirgischer Handwerkskunst und lokalen Spezialitäten.
Als Auftakt und beliebte Attraktion läutet alljährlich am Vortag des 1. Advent die Große Bergparade mit mehr als 1100 Trachtenträgern und Bergmusikern die Weihnachtszeit in Chemnitz ein.

## Ablauf
Der Weihnachtsmarkt beginnt meist zu Beginn des Monats Dezember mit dem traditionellen Stollenanschnitt durch den Bürgermeister und den "Weihnachtsmann" und endet am 23. Dezember. Auf dem Marktplatz wird eine mehr als 20 Meter hohe Fichte aufgestellt und mit 800 Weihnachtskerzen geschmückt. Seit 1986 dreht sich dort auch jedes Jahr die 12 Meter hohe Weihnachtspyramide, deren 24 Figuren auf fünf Etagen das Alltagsleben im Erzgebirge darstellen. Das Budendorf erstreckt sich über den Markt vor dem Rathaus, Neumarkt, Rosenhof, Jakobikirchplatz, Düsseldorfer Platz und Innere Klosterstraße und umfasst einen Mittelaltermarkt mit Klosterweihnacht, ein Erzgebirgsdorf und ein Kinderland mit Märchenbühne.

## Bergparade

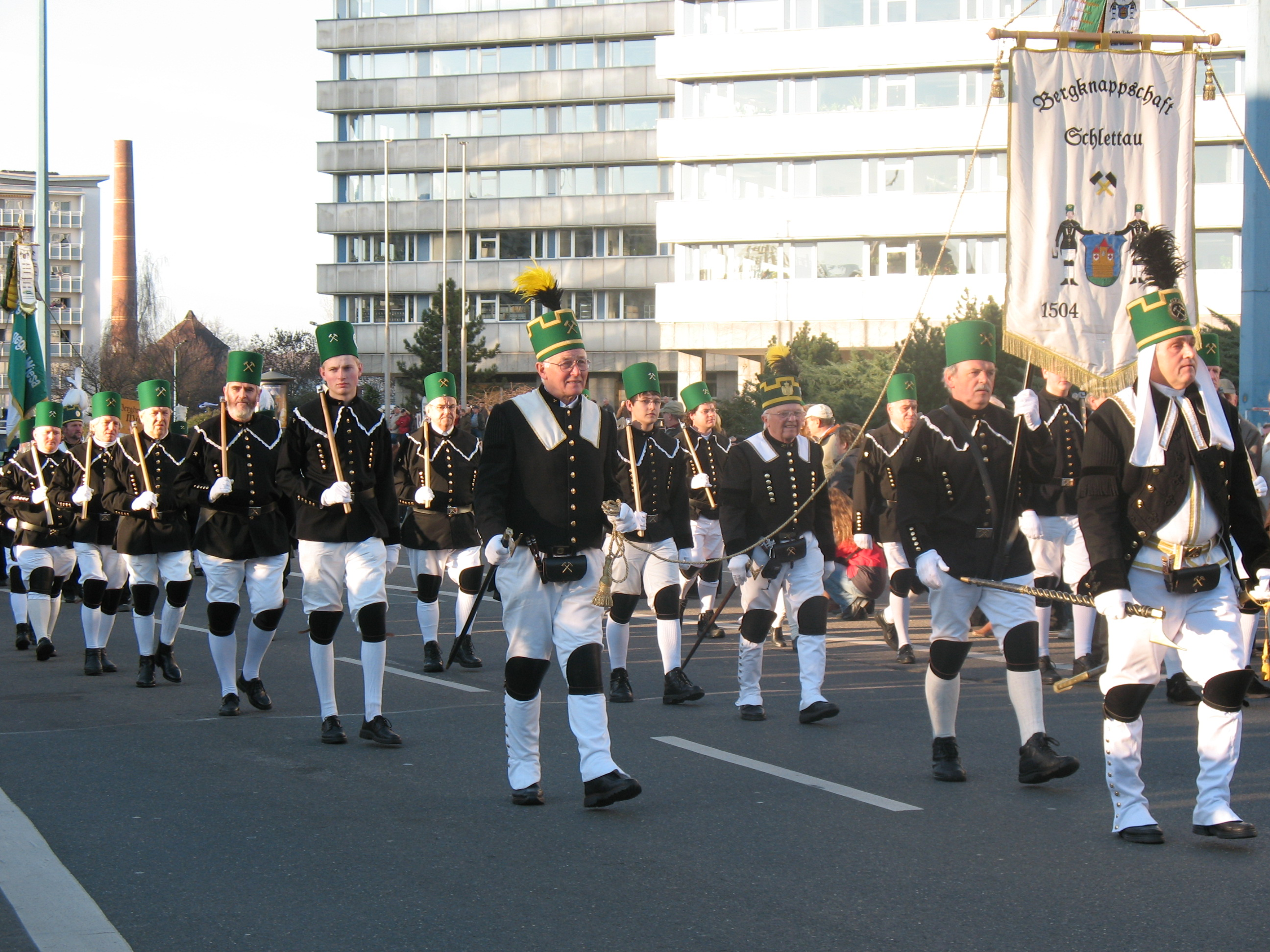
Bergparade auf der Brückenstraße 2006

Seit 1987 stellt die Große Bergparade mit mehr als 600 Trachtenträger aus 41 Brüderschaften und Vereinen sowie mehr als 300 Bergmusiker aus 9 Bergkapellen den Höhepunkt und Publikumsmagnet in der Adventszeit dar. Die Bergmusiker ziehen dabei musizierend durch die von Schaulustigen gesäumten Straßen der Innenstadt bis vor die Stadthalle, wo sie von der Bürgermeisterin begrüßt werden und ein Abschiedszeremoniell und -konzert geben, das traditionell mit dem Steigerlied "Glück auf! Glück auf! - der Steiger kommt" ausklingt.